# Pearson (Geòrgia)
Pearson és una població dels Estats Units a l'estat de Geòrgia. Segons el cens del 2000 tenia 1.805 habitants.

## Demografia
Segons el cens del 2000, Pearson tenia 1.805 habitants, 635 habitatges, i 417 famílies. La densitat de població era de 241,1 habitants/km².
Dels 635 habitatges en un 38% hi vivien nens de menys de 18 anys, en un 37,8% hi vivien parelles casades, en un 21,6% dones solteres, i en un 34,2% no eren unitats familiars. En el 28,8% dels habitatges hi vivien persones soles el 12% de les quals corresponia a persones de 65 anys o més que vivien soles. El nombre mitjà de persones vivint en cada habitatge era de 2,81 i el nombre mitjà de persones que vivien en cada família era de 3,43.
Per edats la població es repartia de la següent manera: un 31,5% tenia menys de 18 anys, un 14,4% entre 18 i 24, un 27,4% entre 25 i 44, un 17,6% de 45 a 60 i un 9,1% 65 anys o més.
L'edat mediana era de 27 anys. Per cada 100 dones de 18 o més anys hi havia 96,2 homes.
La renda mediana per habitatge era de 22.188 $ i la renda mediana per família de 26.830 $. Els homes tenien una renda mediana de 22.313 $ mentre que les dones 15.700 $. La renda per capita de la població era d'11.311 $. Entorn del 23,7% de les famílies i el 30% de la població estaven per davall del llindar de pobresa.

## Poblacions més properes
El següent diagrama mostra les poblacions més properes.